# Яненко, Феодосий Иванович
Феодо́сий Ива́нович Яне́нко (1762, Санкт-Петербург, Российская империя — 3 [15] мая 1809, там же) — русский живописец предположительно болгарского происхождения, один из предшественников романтико-классицистической школы; портретист и церковный декоратор, ассоциируемый с окружением Степана Щукина. Академик Императорской Академии художеств (с 1797; ассоциированный член — «назначенный» с 1795).

## Биография
Феодосий Яненко родился в 1767 году; воспитание получил в Императорской Академии художеств, в которой был учеником Гавриила Игнатьевича Козлова и, предположительно, Степана Семёновича Щукина. За свои ученические работы Яненко был награжден двумя — малой и большой — серебряными медалями и малой золотой. 
По окончании Академии художеств Ф. Яненко первые годы усердно занимался написанием картин на исторические сюжеты, а позже посвятил себя преимущественно церковной живописи. 
В 1795 году за «этюд нагой человеческой фигуры» Феодосий Иванович Яненко был определён назначенным в академики. В 1797 году художник написал несколько эскизов портретов членов императорской фамилии (в том числе великой княгини Анны Федоровны) для Департамента уделов; в том же году за различные пейзажи был возведён в академики ИАХ.
Из написанных им полотен наиболее известны пейзаж «Путешественники, застигнутые бурей» (находился в музее Академии художеств; с 1923 года в Русском музее) и автопортрет (с 1918 года в Русском музее; воспроизведен в начале статьи), демонстрирующие наметившиеся на рубеже веков романтические тенденции; кроме того, сохранились портреты императоров Павла I и Александра I (оба — вариации по оригиналам Степана Щукина; в Русском музее), парные портреты графской четы Дмитрия Петровича и Анны Артемьевны Бутурлиных — предположительно копии по оригиналам Владимира Боровиковского (оба в Третьяковской галерее в Москве), а также ряд росписей в Казанском соборе в Петербурге: «Тайная вечеря» в своде алтарной части (окончена С. А. Безсоновым), запрестольные образа́ Богоматери, Иоанна Крестителя и Иоанна Богослова.
Феодосий Иванович Яненко умер 3 мая 1809 года.
Его сын Яков (1800—1852) пошёл по стопам отца и тоже стал художником и академиком ИАХ.

## Галерея
- Портрет Павла I. 1798
Копия по оригиналу Степана Щукина
Холст, масло. 244 × 168 см
Русский музей, Санкт-Петербург[19]
- Портрет Александра I. 1804
Вариация по композиции Степана Щукина
Холст, масло. 77 × 63,5 см
Русский музей, Санкт-Петербург[20]
- Путешественники, застигнутые бурей. 1796
Холст, масло. 134 × 112 см
Русский музей, Санкт-Петербург[21]
- Портрет графа Д. П. Бутурлина. Конец 1790-х
Копия (предположительно) по оригиналу Владимира Боровиковского
Цинк, масло. 25 × 20 см (восьмиугольник)
Третьяковская галерея, Москва[22]
- Портрет графини А. А. Бутурлиной. Конец 1790-х
Копия (предположительно) по оригиналу Владимира Боровиковского
Цинк, масло. 25 × 20 см (восьмиугольник)
Третьяковская галерея, Москва[23]